# Pholiota squarrosa
Pholiota  squarrosa (Martin Vahl, 1770 ex Paul Kummer, 1871), din încrengătura Basidiomycota în familia Strophariaceae și de genul Pholiota este o ciupercă de comestibilitate restrânsă. Ea este denumită în popor bureți solzoși, fiind în primul rând un soi saprofit, mai rar parazit care provoacă în al doilea caz un putregai alb al lemnului neînsemnat. Se dezvoltă în România, Basarabia și Bucovina de Nord în număr mare, mereu în tufe cu multe exemplare, pe trunchiuri aflați în putrefacție ori copaci vii, prin păduri de foioase, foarte rar în cele de conifere, dar de asemenea în parcuri și livezi. Ca parazit crește preferat la baza de meri și poate fi găsit, de la câmpie la munte, din (august) septembrie până în decembrie.

## Descriere

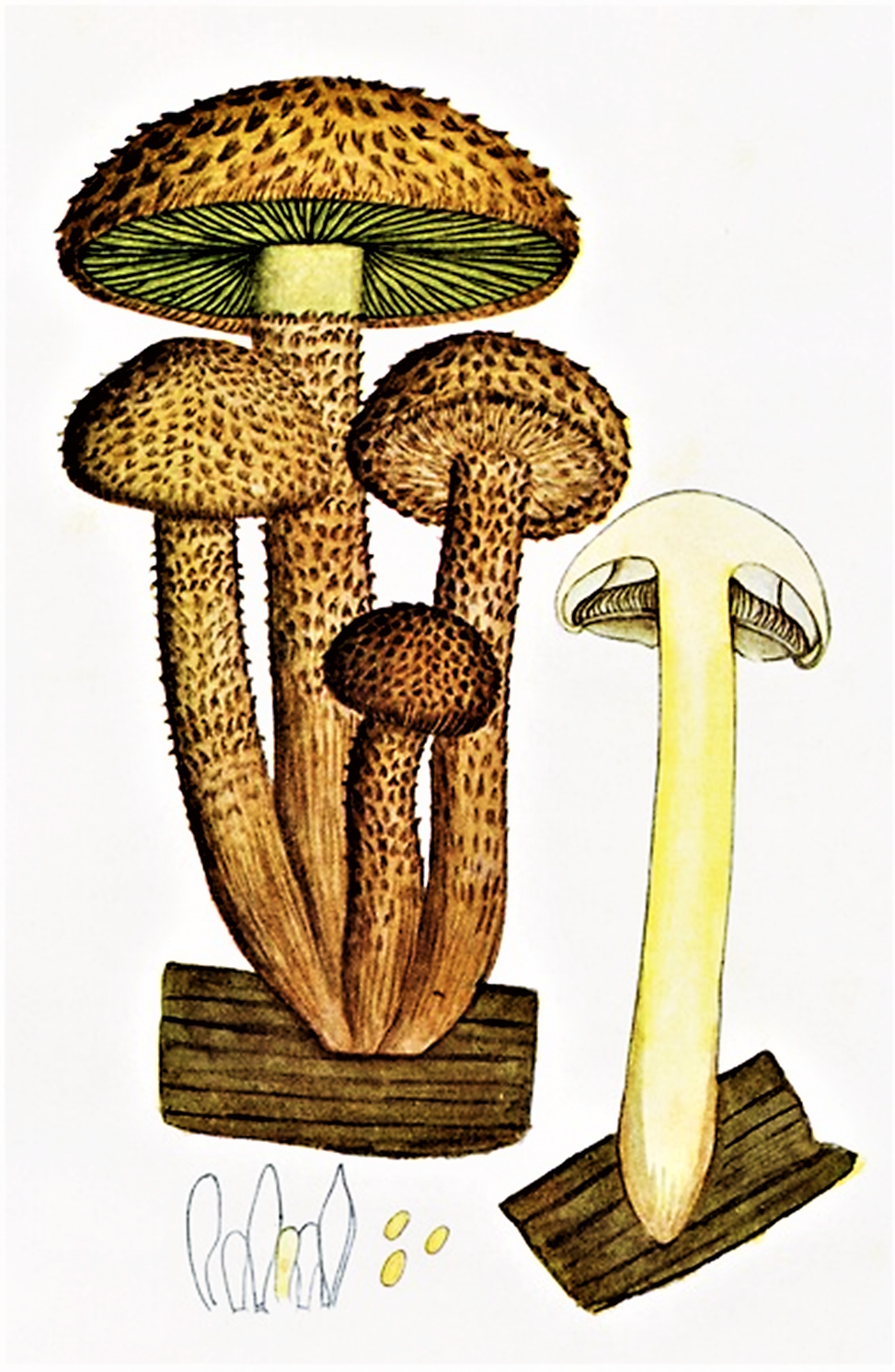
Bres.: Ph. squarrosa

- Pălăria: are un diametru de 4-12 (15) cm, este cărnoasă, la început emisferică, apoi convexă, pentru mult timp cu marginea răsucită în jos, aplatizând odată cu vârsta, atunci adesea cu un gurgui central tocit sau ascuțit. Cuticula este netedă și mată pe vreme uscată, dar ceva unsuroasă pe timp umed, fiind de culoare foarte variată care tinde de la gri-albicios, peste gălbui, până la ocru-roșcat. În urma vălului parțial, suprafața ei este acoperită permanent de scvame brun-roșiatice, turtite, zdrențuite care nu se desprind la atingere.
- Lamelele: sunt relativ subțiri, inegale, stau destul de dens, fiind aderate, câteodată ușor decurente la picior. Coloritul este inițial albicios până galben deschis, apoi galben-maroniu până brun-măsliniu.
- Piciorul: este relativ lung cu o înălțime de  5-12 (15) cm și o grosime de 0,8-1,5 cm, albicios-gălbui, cilindric precum subțiat spre bază, fiind împăiat, tare, fibros, cu scuame de culoare mai închisă care urcă spiralat, dar neted spre pălărie. Tulpina are un inel păros, fibros și franjurat la margine, în culoare  asemănător cu scvamele.
- Carnea: este consistentă, palid-galbenă, spre baza piciorului de culoare mai închisă care nu se colorează după tăiere. Mirosul este puternic, variază cumva, cu tonuri de usturoi, ridiche, lămâie, ceapă sau chiar Cannabis,[6] gustul fiind mai mult sau mai puțin  de ridichi.
- Caracteristici microscopice: are spori galben-maronii, elipsoidal-cilindrici, netezi, hialini (translucizi), cu o mărime de 6-8 × 4-5,5 microni. Pulberea lor este brun-roșiatică.[4][5]
- Reacții chimice: Buretele se colorează cu Hidroxid de potasiu maroniu și cu sulfat de fier imediat verde închis.[7]

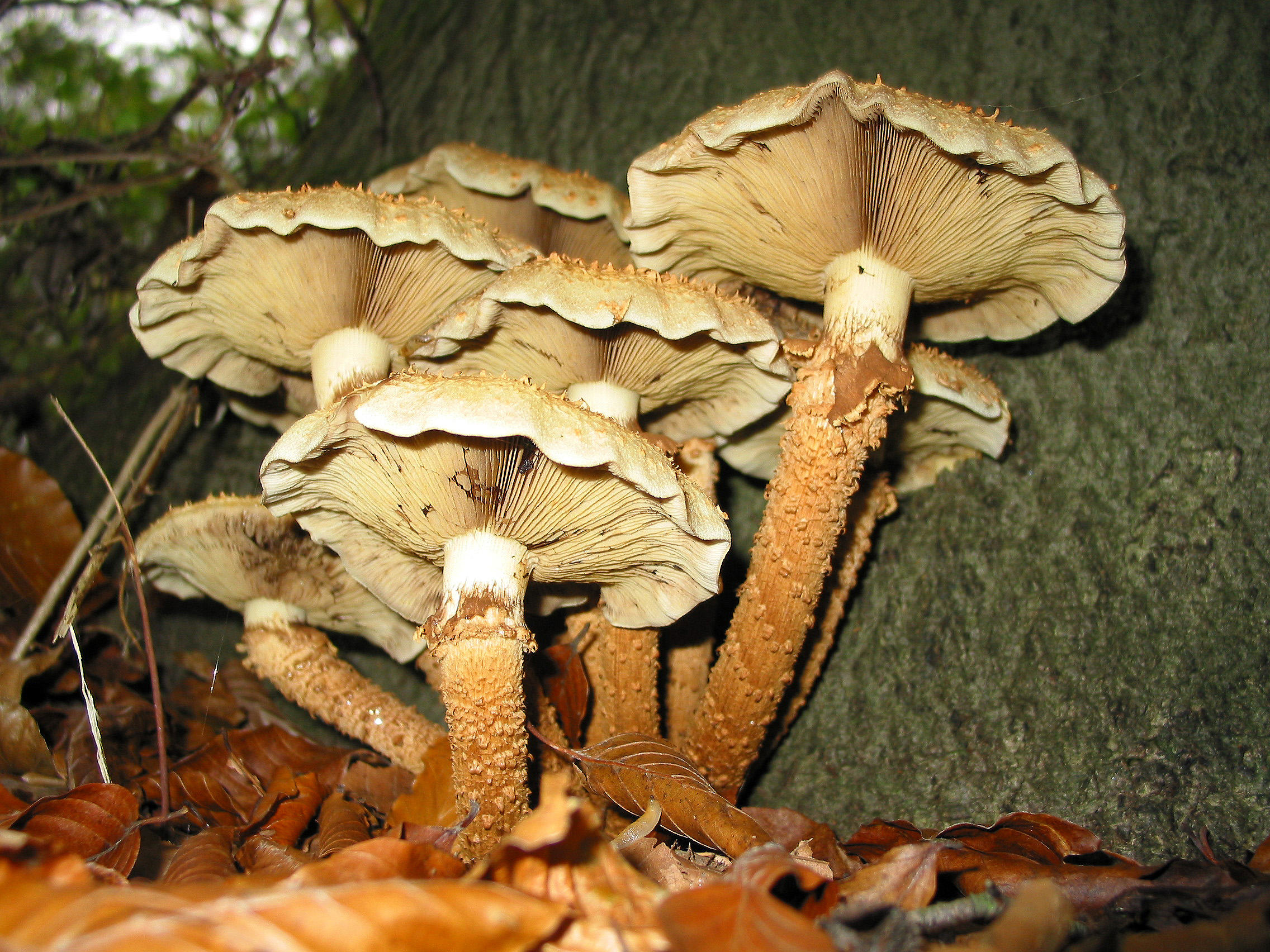
Ph. squarrosa, lamele și picior
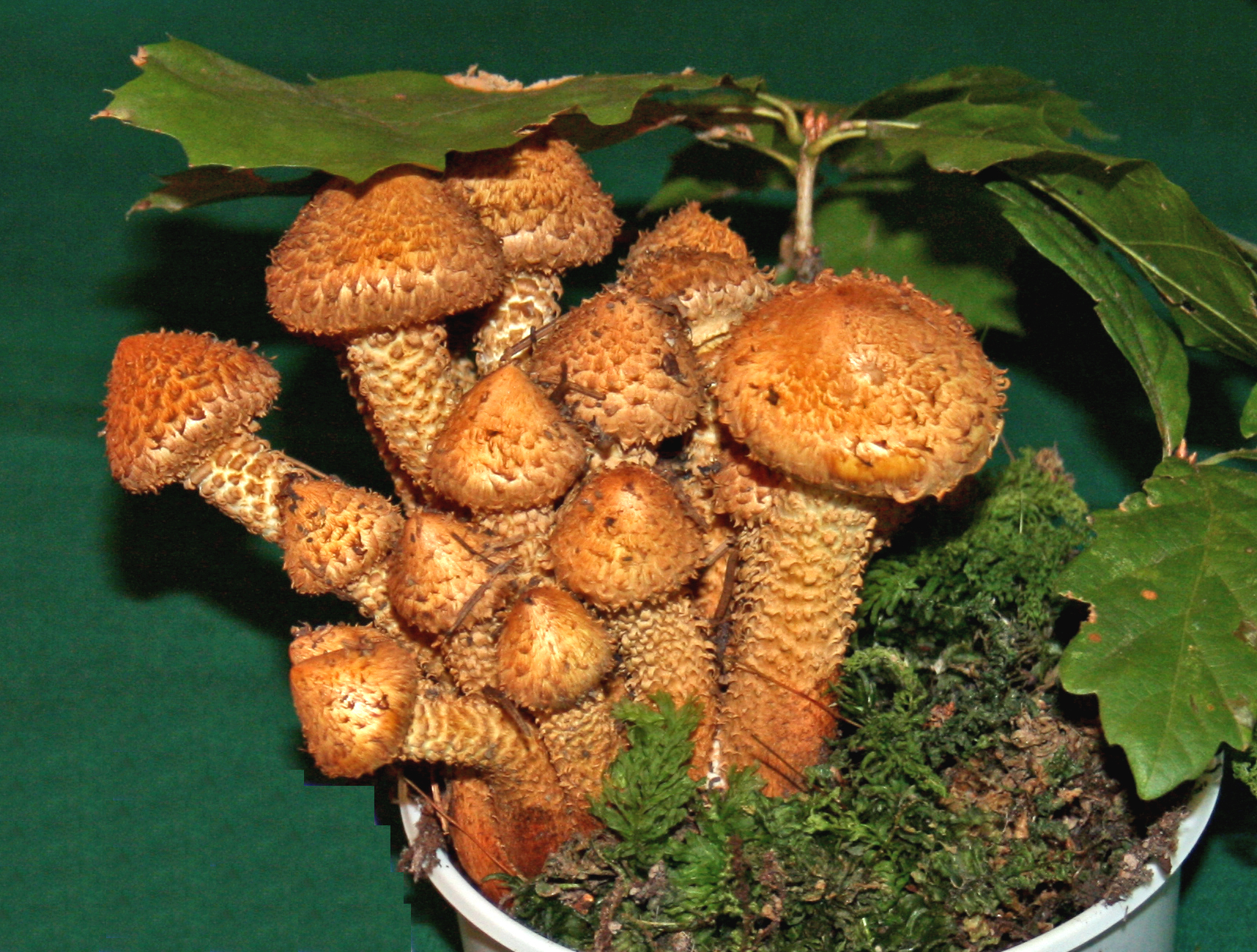
Ph. squarrosa tineri
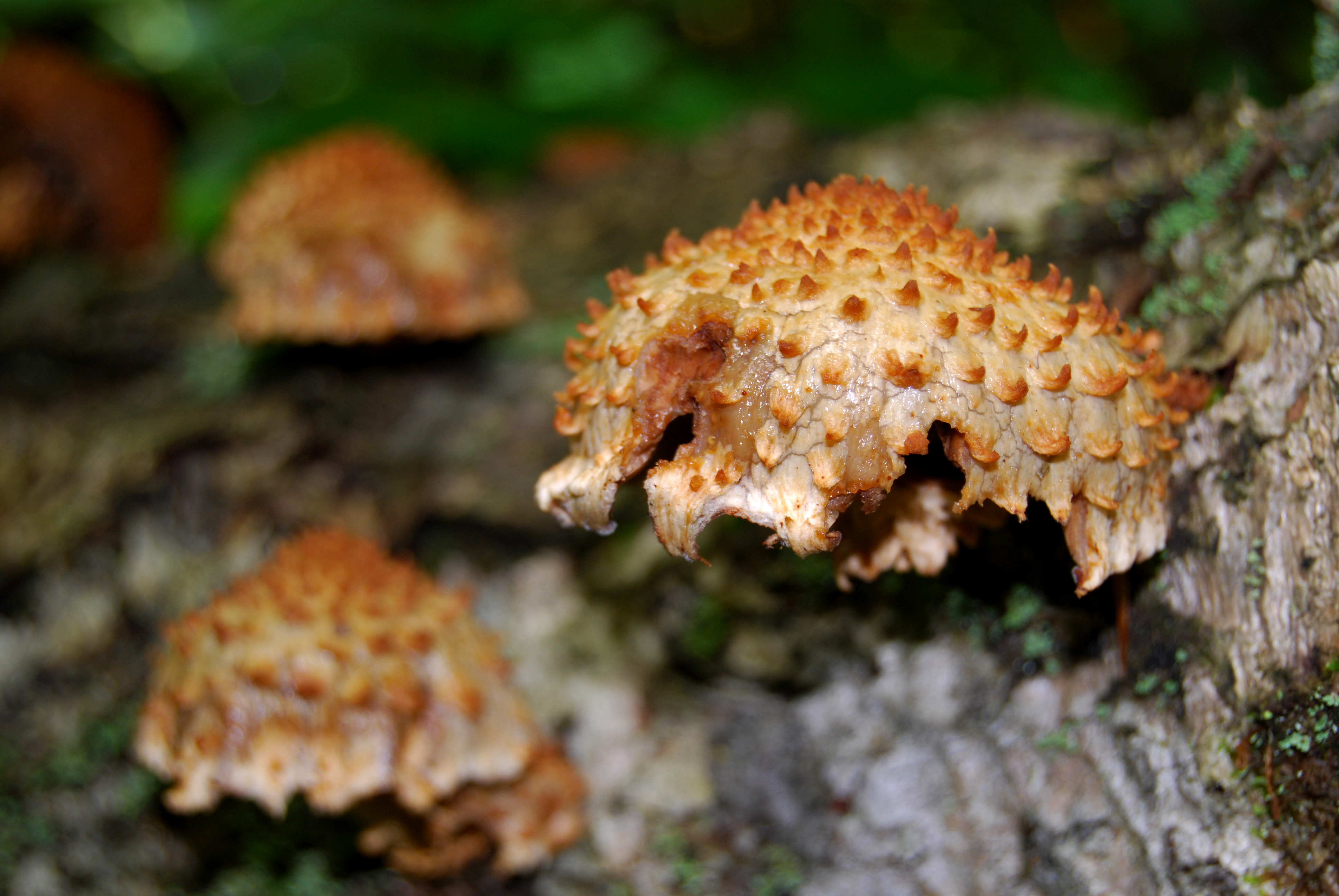
Ph. squarrosa bătrâni
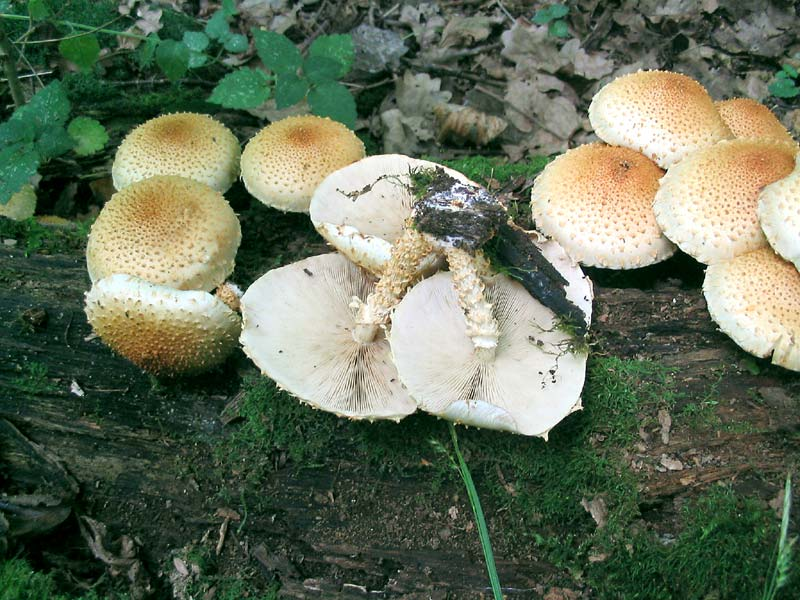
Ph. squarrosa albicioase

## Confuzii
Pholiota squarrosa poate fi confundată foarte ușor, în special cu gemenul ei Armillaria mellea (comestibil, dar nu bine fiert toxic) sau cu Armillaria tabescens (comestibil), mai departe cu unele surate de genul Pholiota, cum sunt Pholiota adiposa (comestibil), Pholiota aurivella, sin. Pholiota cerifera (comestibil), Pholiota flammans (necomestibil, suspect), Pholiota jahnii (necomestibil), Pholiota populnea sin. Pholiota destruens (necomestibil, amar) sau Pholiota squarrosoides (necomestibil).
Periculoasă ar fi confuzia posibilă cu otrăvitoarea Hypholoma lateritium sin. Hypholoma sublateritium sau cu Inocybe dulcamara (otrăvitoare) și Inocybe lanuginosa (otrăvitoare, posibil letală).

## Specii asemănătoare

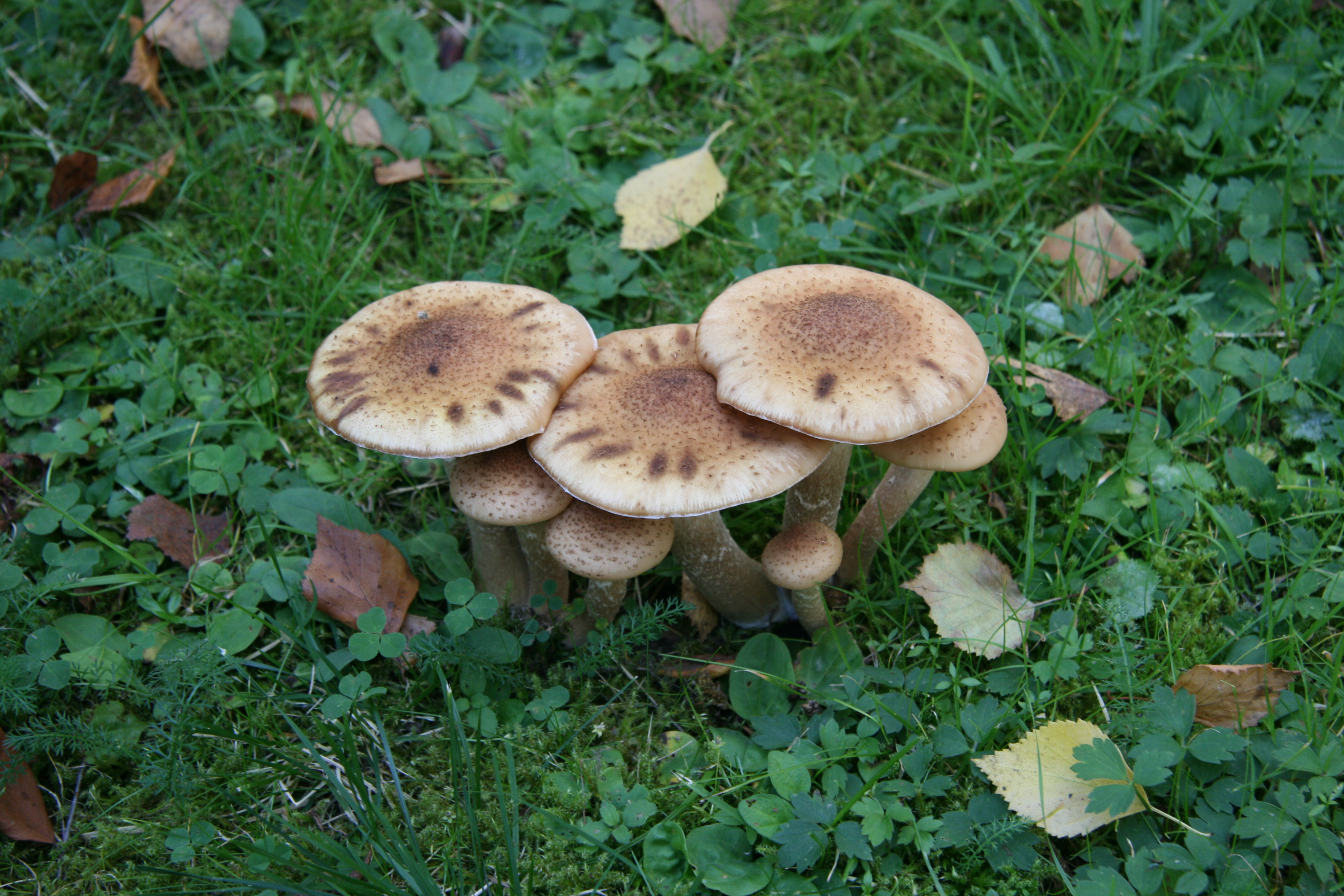
Armillaria mellea
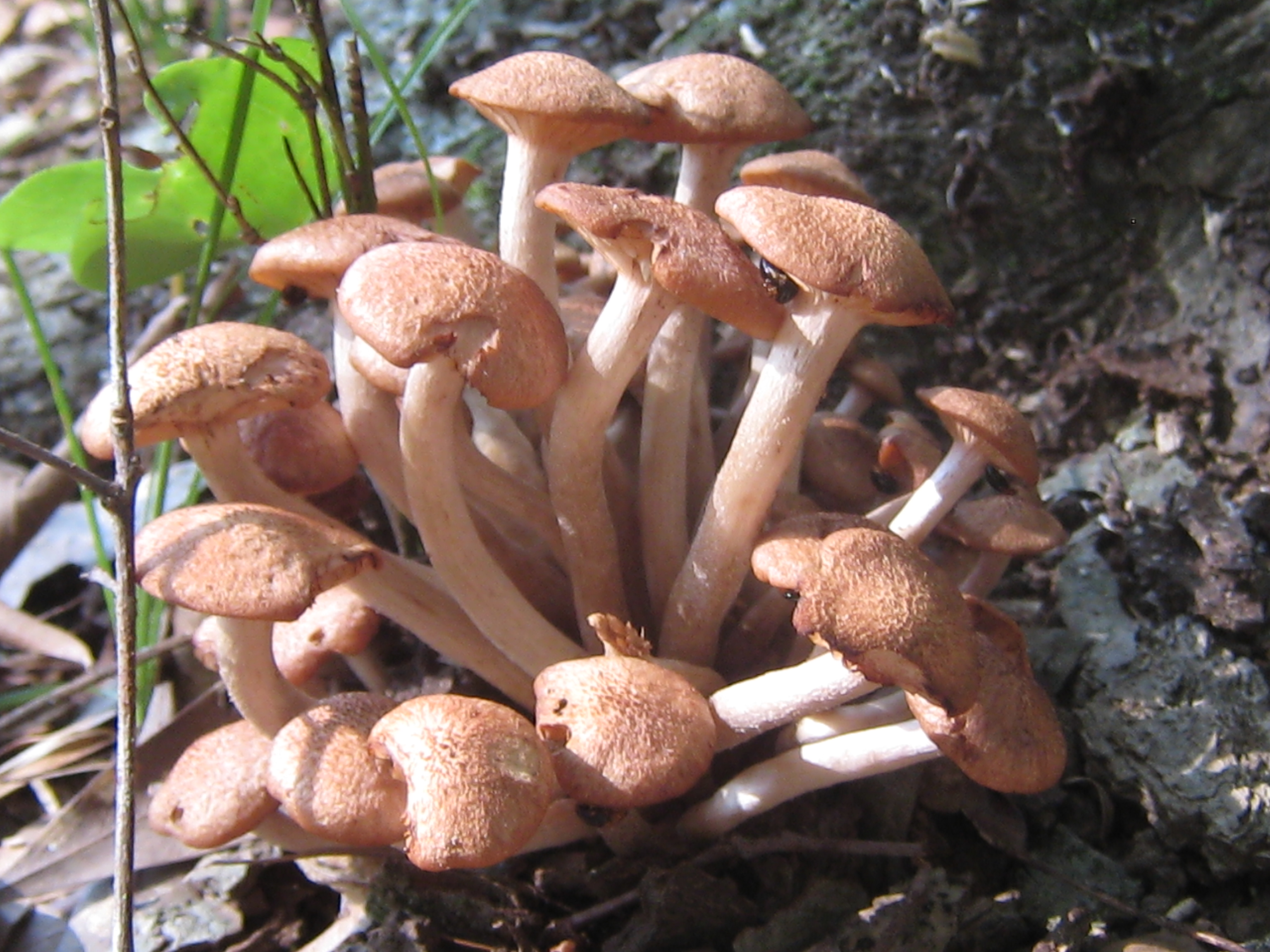
Armillaria.tabescens
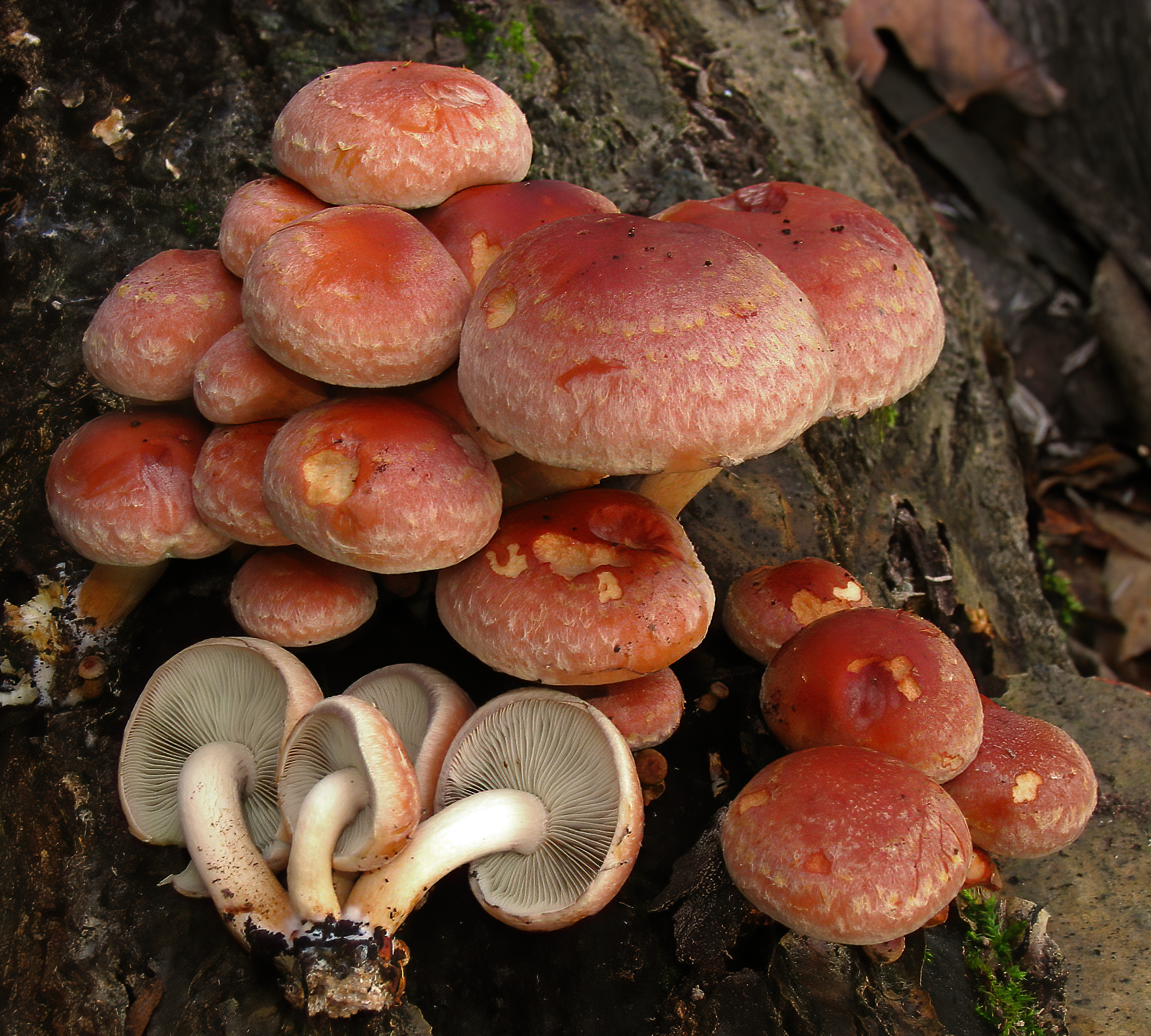
!!Hypholoma lateritium!!
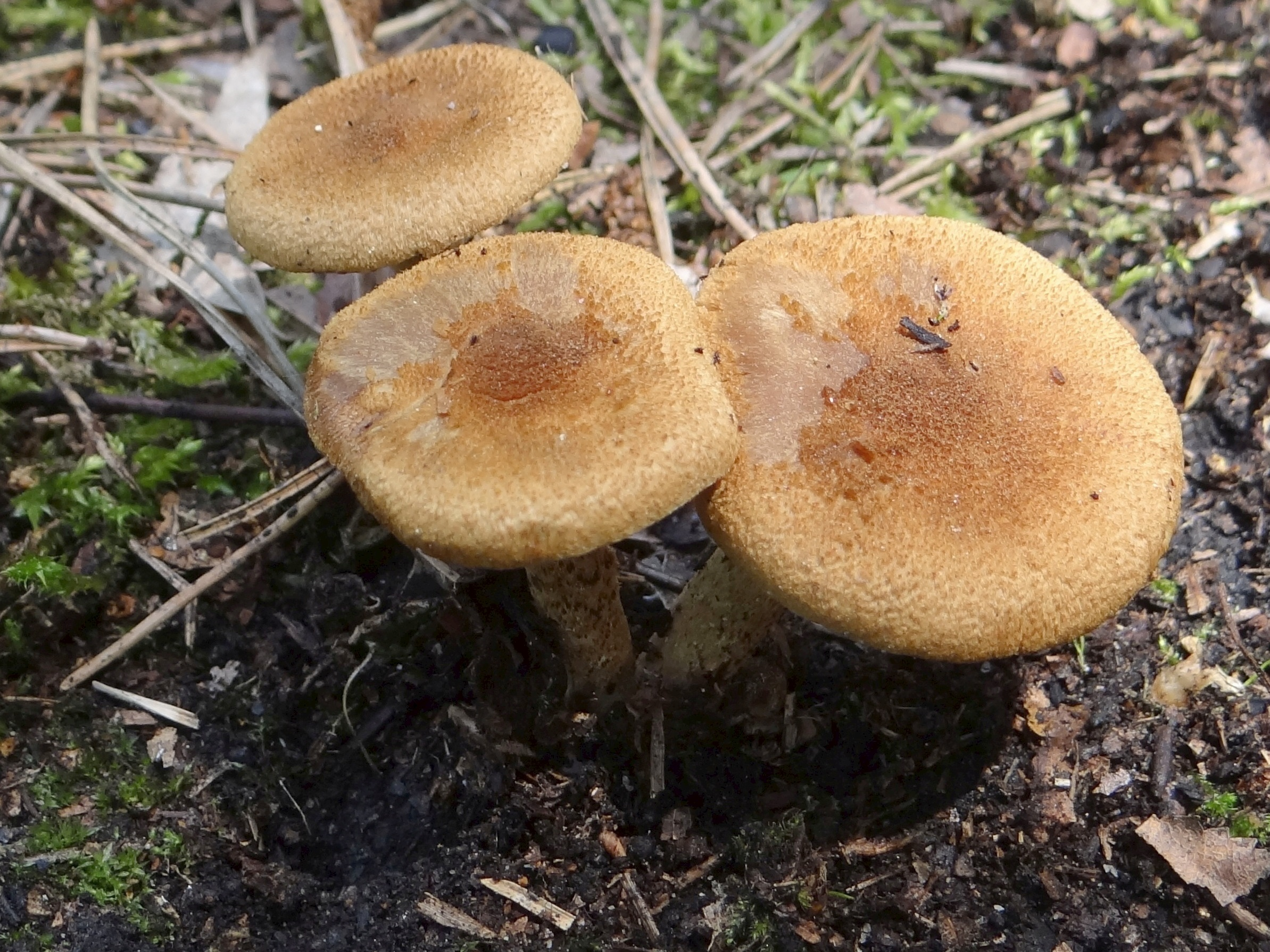
!!Inocybe dulcamara!!
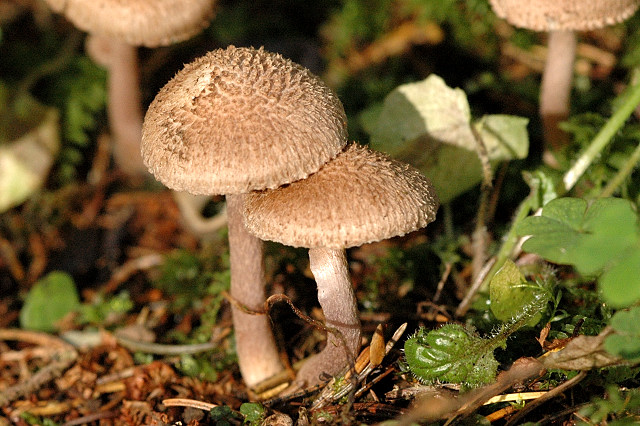
!!!Inocybe lanuginosa!!!
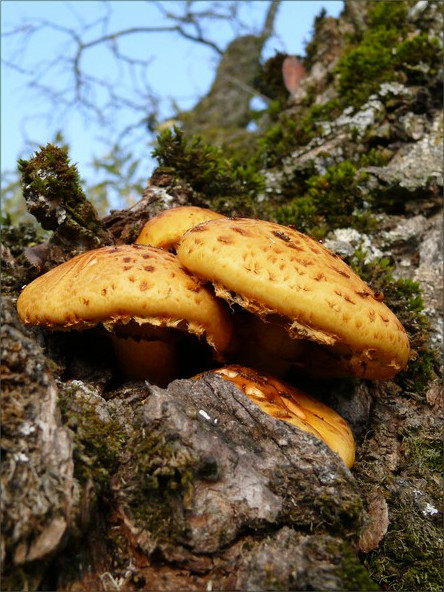
Pholiota adiposa

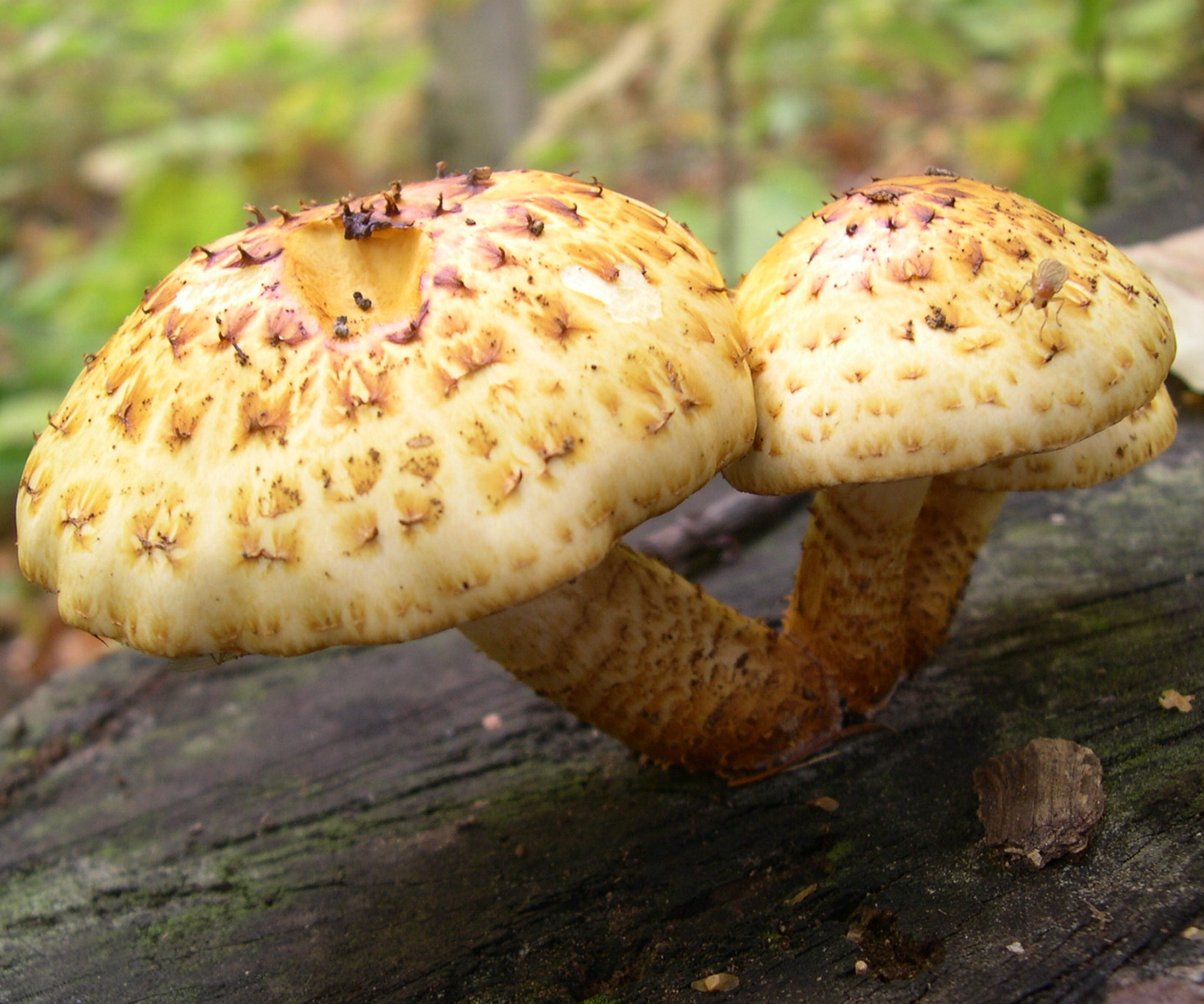
Pholiota aurivella
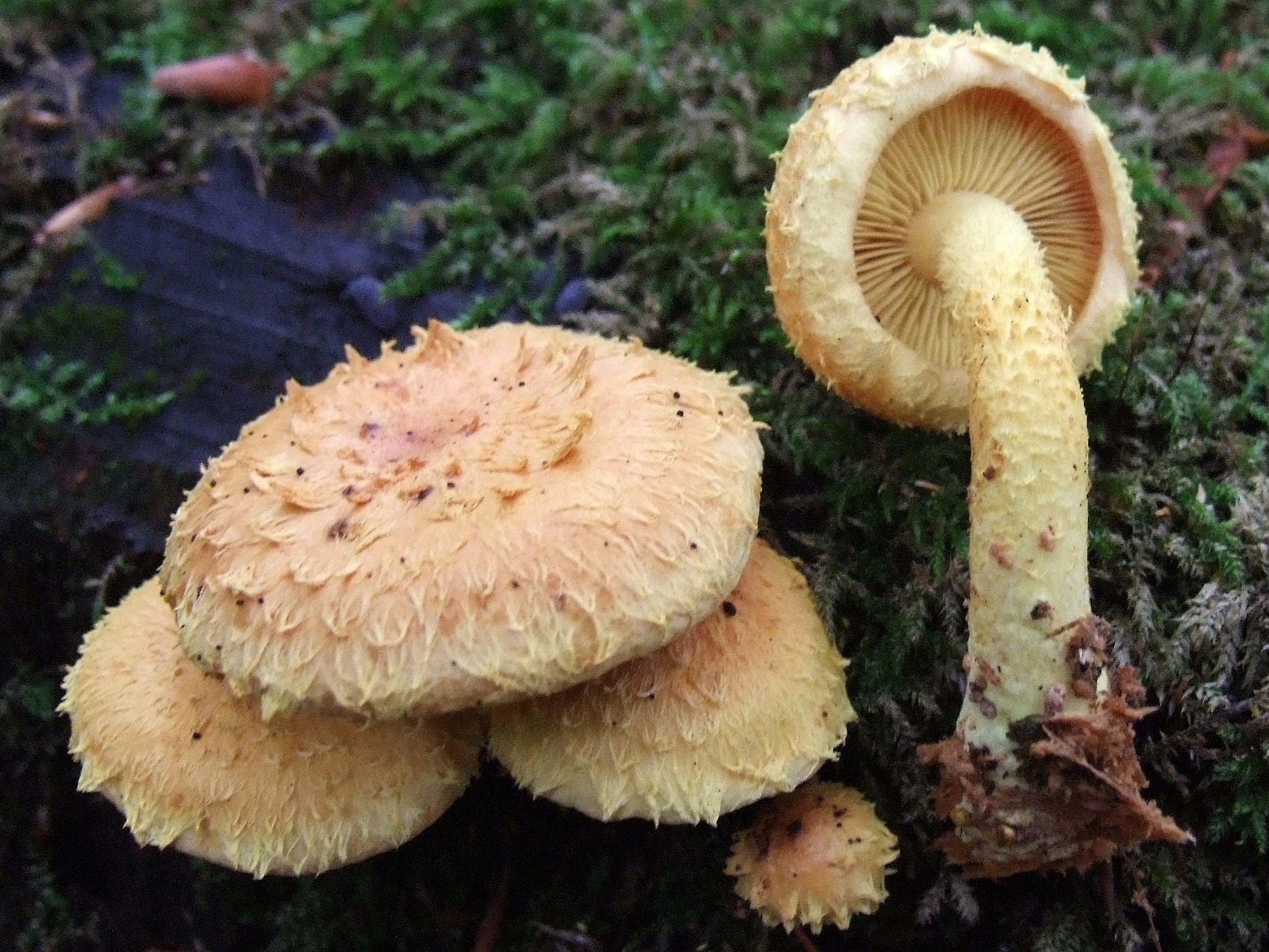
!Pholiota flammans!
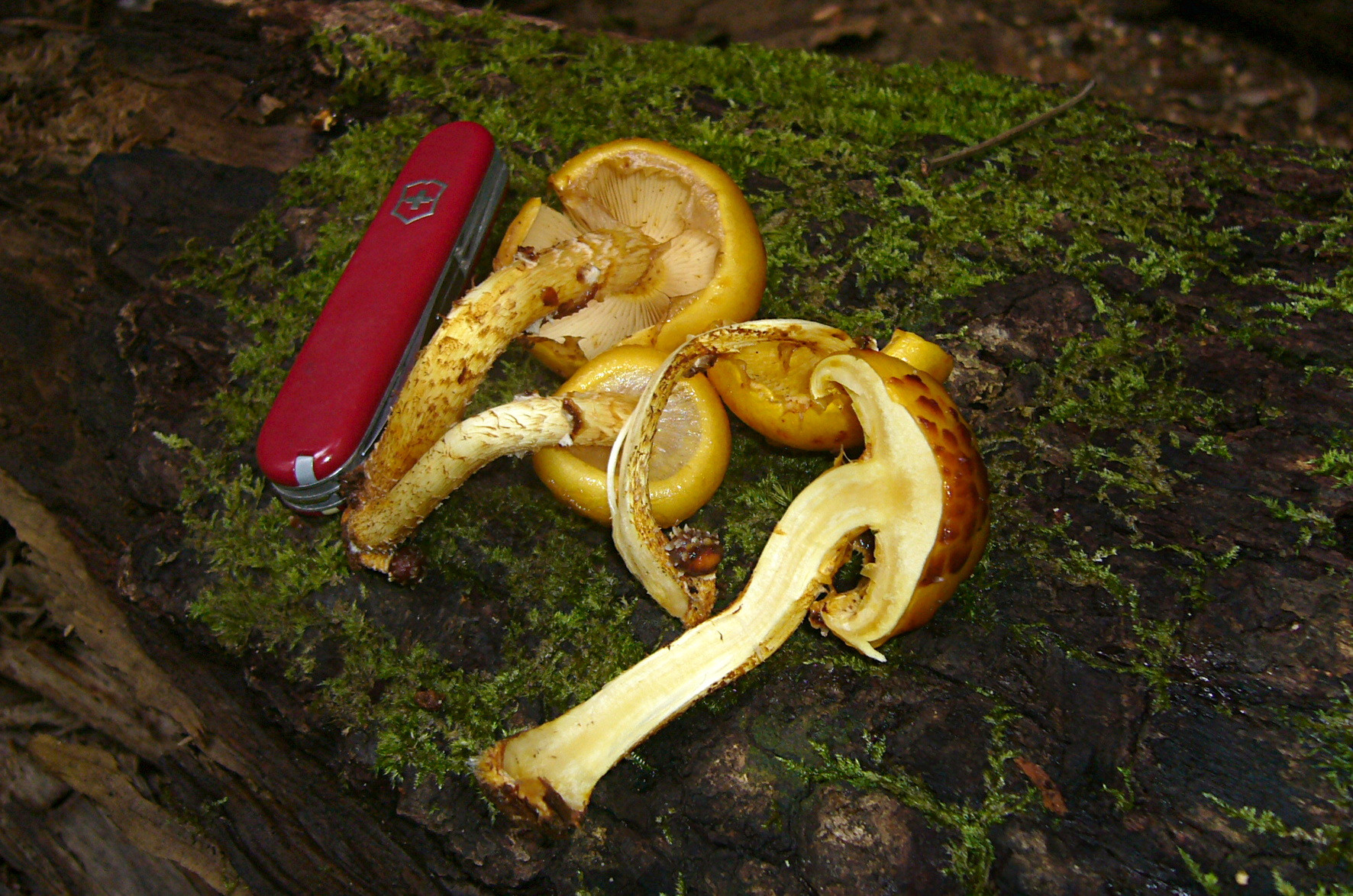
!Pholiota jahnii!
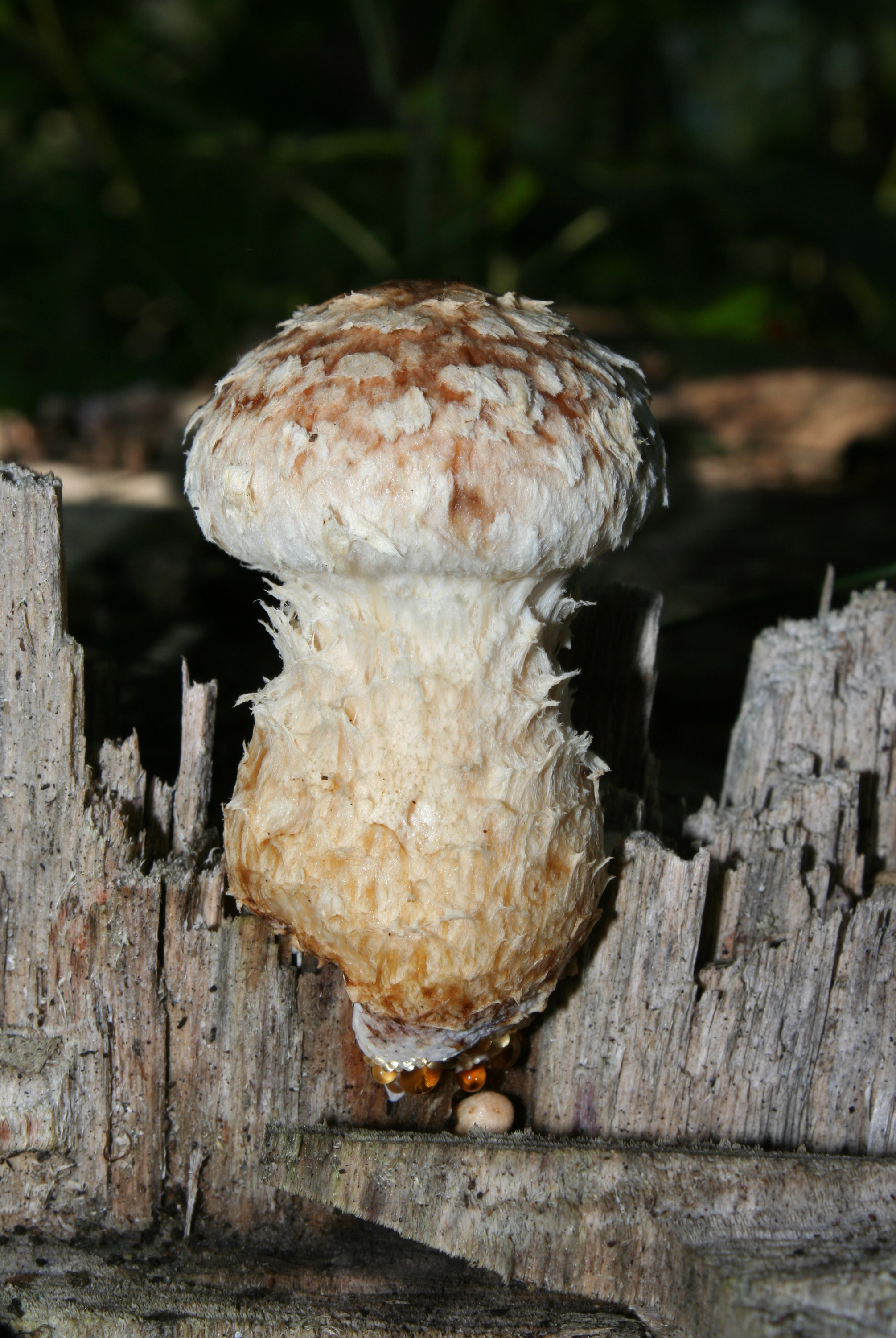
!Pholiota populnea sin. destruens!
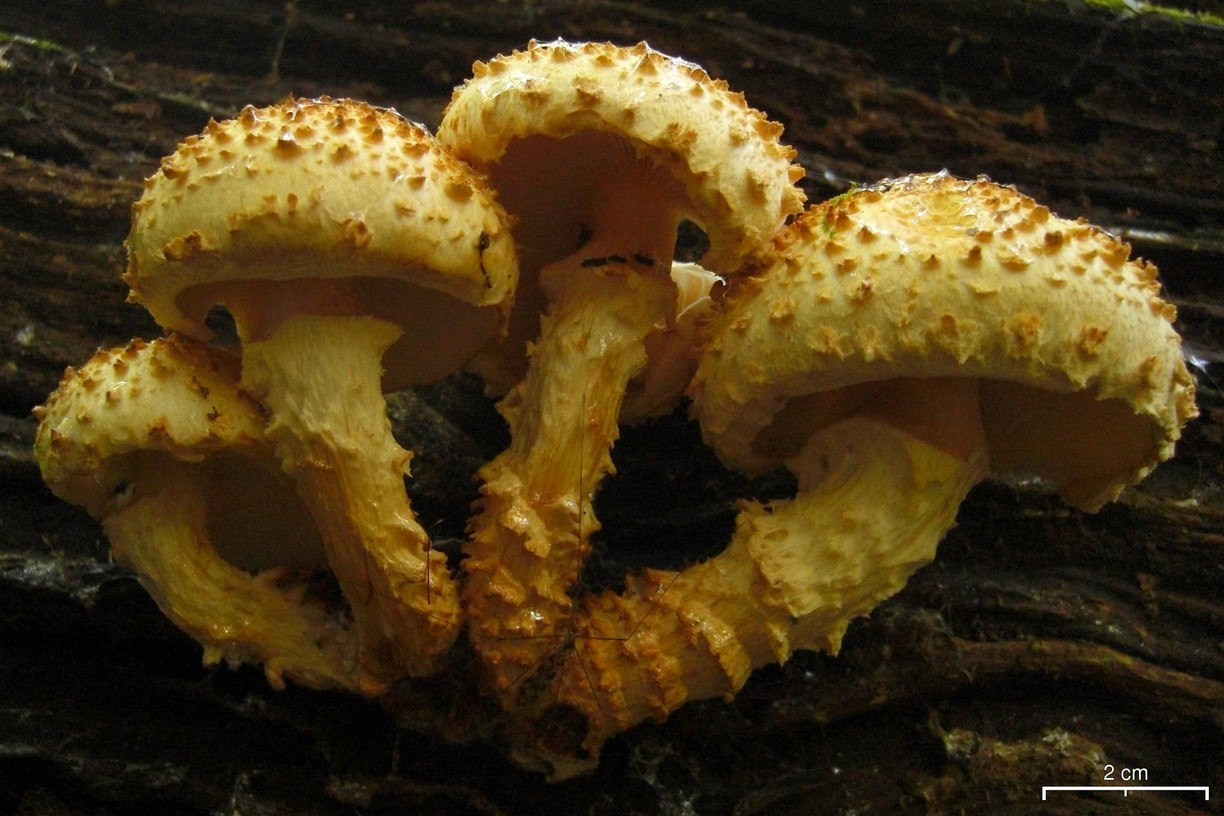
!Pholiota squarrosoides!

## Valorificare
Această ciupercă a fost și este consumată des și declarată comestibilă de mai mulți micologi. Se pare că de asemenea în România este calificată de unii cu predicatul comestibil și foarte gustos până de valoare mediocră, de alții necomestibilă, dar în nici un caz otrăvitoare. Miceliul este de asemenea vändut pentru cultivare.
Declarații, că specia ar fi toxică nu sunt dovedite. Probabil este confundată cu alte soiuri, ce este destul de ușor. Astfel se poate citi în cartea de descriere pentru ciuperci a lui Till E. Lohmeyer, că ar fi necomestibilă, fiind amară, ce nu este adevărat. Probabil a confundat-o cu Pholiota populnea sin. Pholiota destruens.
Analiza lui Robert L. Shaffer din 1965 spune, că ar putea să provoacă probleme gastrointestinale induse prin consumul împreună cu alcool, efectul începând însă mai târziu (de abia după 10 ore) ca de exemplu la Coprinopsis atramentaria.
Deși bureților solzoși sunt, în primul rând murați, destul de gustoși, se impune o anumită prudență privind consumului lor, în special pentru persoane sensibile care încă nu i-au probat. Dați în orișice caz atenție, să nu ingerați cantități prea mari ale ciupercii.